# Marea Levantină

Întinderea Mării Levantine

Marea Levantină (în arabă: بحر الشام, în ebraică ים לבנטיני, în turcă Levanten Denizi) este partea cea mai estică a Mării Mediterane.